# Пойрино
Пойрино (італ. Poirino, п'єм. Poirin) — муніципалітет в Італії, у регіоні П'ємонт, метрополійне місто Турин.
Пойрино розташоване на відстані близько 510 км на північний захід від Рима, 21 км на південний схід від Турина.
Населення — 10 633 особи (2014).
Щорічний фестиваль відбувається 21 жовтня. Покровитель — Sant'Orsola.

## Демографія
Населення за роками:

Станом на 1 січня 2023 року в муніципалітеті офіційно проживало 719 іноземців з 49 країн, серед них 441 громадянин країн Євросоюзу та 4 громадяни України.

## Сусідні муніципалітети
- Карманьйола
- Челларенго
- Черезоле-Альба
- К'єрі
- Ізолабелла
- Пралормо
- Рива-прессо-К'єрі
- Сантена
- Вілланова-д'Асті
- Вілластеллоне